# Tom Hardy
Edward Thomas „Tom“ Hardy CBE (* 15. září 1977 Londýn, Anglie) je britský herec a producent.
Studoval na Richmond Drama School a Drama Centre London. V televizi debutoval v roce 2001 v seriálu Bratrstvo neohrožených, kde hrál vojína Johna Janovece. Na filmovém plátně se poprvé objevil téhož roku ve snímku Černý jestřáb sestřelen. Velkou roli hlavní záporné postavy, prétora Shinzona, dostal ve sci-fi filmu Star Trek: Nemesis (2002). V průběhu prvního desetiletí 21. století hrál např. ve filmech Po krk v extázi, Marie Antoinetta, Potopa, RocknRolla či Bronson. Za roli ve snímku Počátek byl mimo jiné nominován na cenu Saturn. Hrál také v batmanovském filmu Temný rytíř povstal (2012) či ve snímku Šílený Max: Zběsilá cesta (2015), kde ztvárnil titulní roli Maxe Rockatanského. Postavu Eddieho Brocka / Venoma si zahrál ve filmech Venom (2018), Venom 2: Carnage přichází (2021) a Venom: Poslední tanec (2024), navíc také v mezititulkové scéně snímku Spider-Man: Bez domova (2021).

## Filmografie

### Film
| Rok  | Název                       | Role                               | Poznámky               |
| ---- | --------------------------- | ---------------------------------- | ---------------------- |
| 2001 | Černý jestřáb sestřelen     | Lance Twombly                      |                        |
| 2002 | Dezertér                    | Pascal Dupont                      |                        |
| 2002 | Star Trek: Nemesis          | Shinzon z Remu                     |                        |
| 2003 | Hra o smrti                 | Straw                              |                        |
| 2003 | Láska a .                   | Tom                                |                        |
| 2003 | Smrtící dávka               | Matt                               |                        |
| 2004 | Po krk v extázi             | Clarkie                            |                        |
| 2004 | EMR                         | Henry                              |                        |
| 2006 | Minotaur                    | Theo                               |                        |
| 2006 | Marie Antoinetta            | Raumont                            |                        |
| 2006 | Scény z partnerského života | Noel                               |                        |
| 2007 | Záplava                     | Zak                                |                        |
| 2007 | Rovnice smrti               | Pierre Jackson                     |                        |
| 2008 | Sucker Punch                | Rodders                            |                        |
| 2008 | RocknRolla                  | Bob                                |                        |
| 2008 | Bronson                     | Charles Bronson / Michael Peterson |                        |
| 2009 | Zlodějská partie            | Michaels                           |                        |
| 2010 | Počátek                     | Eames                              |                        |
| 2011 | Warrior                     | Thomas "Tommy" Riordan Conlon      |                        |
| 2011 | Jeden musí z kola ven       | Ricki Tarr                         |                        |
| 2012 | Tohle je válka!             | Tuck Hansen                        |                        |
| 2012 | Země bez zákona             | Forrest Bondurant                  |                        |
| 2012 | Temný rytíř povstal         | Bane                               |                        |
| 2013 | Noční jízda                 | Ivan Locke                         |                        |
| 2014 | Špinavý prachy              | Bob Saginowski                     |                        |
| 2015 | Dítě číslo 44               | kapitán Leo Demidov                |                        |
| 2015 | Šílený Max: Zběsilá cesta   | Max Rockatansky                    |                        |
| 2015 | Revenant Zmrtvýchvstání     | John Fitzgerald                    |                        |
| 2015 | Legendy zločinu             | Ronald Kray a Reginald Kray        | také výkonný producent |
| 2015 | London Road                 | Mark                               |                        |
| 2017 | Dunkerk                     | Farrier                            |                        |
| 2017 | Star Wars: Poslední Jedi    | FN-926                             | vystřižená scéna       |
| 2018 | Venom                       | Eddie Brock/Venom                  |                        |
| 2020 | Capone                      | Al Capone                          |                        |
| 2021 | Venom 2: Carnage přichází   | Eddie Brock/Venom                  |                        |
| 2021 | Spider-Man: Bez domova      | Eddie Brock/Venom                  | cameo                  |
| 2021 | Matrix Resurrections        | –                                  | součást komparzu       |
| 2023 | Motorkáři                   | Johnny Davis                       |                        |
| 2024 | Venom: Poslední tanec       | Eddie Brock/Venom                  |                        |
| 2025 | Totální rozklad             | Patrick Walker                     | také producent         |

### Televize
| Rok       | Název                            | Role                    | Poznámky                                    |
| --------- | -------------------------------- | ----------------------- | ------------------------------------------- |
| 2001      | Bratrstvo neohrožených           | John Janovec            | 2 díly                                      |
| 2005      | Útěk z Colditzu                  | Jack Rose               | 2 díly                                      |
| 2005      | Panenská královna                | Robert Dudley           | minisérie, 3 díly                           |
| 2006      | Projekt Andromeda                | John Fleming            | TV film                                     |
| 2006      | Sweeney Todd                     | Matthew                 | TV film                                     |
| 2007      | Oliver Twist                     | Bill Sikes              | 5 dílů                                      |
| 2007      | Cape Wrath                       | Jack Donnelly           | 5 dílů                                      |
| 2009      | Emily Brontëová: Bouřlivé výšiny | Heathcliff              | 2 díly                                      |
| 2009      | Úlovek                           | Freddie                 | 4 díly                                      |
| 2014–2022 | Gangy z Birminghamu              | Alfred „Alfie“ Solomons | 13 dílů, vedlejší role                      |
| 2017      | Taboo                            | James Keziah Delaney    | 8 dílů, hlavní role, také výkonný producent |
| 2025      | Země gangů                       | Harry Da Souza          | hlavní role                                 |